# William Shockley (acteur)
Pour les articles homonymes, voir Shockley.
William Martin Shockley est un acteur américain né le 17 septembre 1963 à Lawrence, Kansas. Plus connu en tant que Hank Lawson dans la série Docteur Quinn, femme médecin.

## Biographie
Né dans le Kansas, Shockley fut élevé par ses parents dans un mode de vie nomade (appelé "gypsy" aux États-Unis), déménageant près de vingt six fois en presque autant d'années. Malgré tout, lui et ses parents s'installèrent dans le Texas à Austin, et il obtint son diplôme en science politique à l'Université de Texas Tech.
Après cela, Shockley déménagea à Dallas, jouant dans des théâtres locaux, il se fit remarquer par un agent, qui lui trouva un petit rôle d'un punk violeur dans le film de Paul Verhoeven RoboCop. À la suite du film, William déménage à Los Angeles, et s'ensuit une période creuse avec quelques rôles plus ou moins importants dans des films mineurs.
Début des années 1990, Paul Verhoeven tourne de nouveau avec Shockley pour son film controversé Showgirls dans lequel il joue le rôle de Andrew Carver et dont le jeu de Shockley fut acclamé par les critiques.
Williams Shockley poursuit ensuite sa carrière à la télévision, jouant avec Whoopi Goldberg dans la sitcom de CBS Bagdad Café ou encore dans la série de ABC Good & Evil. Ensuite Shockley joue avec Nicollette Sheridan dans Lucky Chances.
En 1993, Shockley est choisi pour jouer dans la série Docteur Quinn, femme médecin, où il tiendra le rôle du violent et alcoolique gérant du saloon Hank Lawson, partageant entre autres l'affiche avec Jane Seymour ou encore Joe Lando. Le personnage plaisant tellement au producteur et aux fans que Shockley eut sa propre série, un spin-off de la série intitulé California où Shockley reprendra le rôle de Hank Lawson.
En plus de la télévision et son travail d'acteur, Shockley fait de nombreux doublages, de voix à la radio et à la tv pour des publicités. De plus, Shockley présente une émission de radio appelée 52 weeks of The Road dans laquelle il diffuse de la musique country où il interviewe des artistes entre les morceaux. De plus, il tient des parts dans un restaurant appelé Café Josie à Austin, Texas.
Shockley a aussi un groupe de rock appelé Seedy Side dans lequel il chante, joue de la guitare et écrit les paroles.

## Filmographie

### Acteur
- 1987 : RoboCop : Creep
- 1988 : Texas Police (Houston Knights) (TV) : figurant
- 1989 : Hurlements 5 (Howling V: The Rebirth) : Richard Hamilton
- 1989 : Freddy, le cauchemar de vos nuits (Freddy's Nightmares) : Ralph
- 1989 : Nasty Boys : le trafiquant de drogue
- 1989 : La loi est la loi (Jake & the Fatman) (TV) : le livreur
- 1990 : Street Asylum : Tattoo
- 1990 : Le Cavalier Solitaire (Paradise) (TV) : figurant
- 1990 : Alien Nation (TV) : Nick Coletta
- 1990 : Love and Lies (TV) : Steve
- 1990 : It's Garry Shandling's Show (TV) : Roach
- 1990 : Sunset beat (TV) : le tueur allemand
- 1990 : Duo d'enfer (Hardball) (TV) : l'ange de la mort
- 1990 : Code Quantum, saison 2 épisode 22 : Beth (série télévisée) : Boner
- 1990 : Ford Fairlane: Rock'n Roll Detective : Punk Gunslinger
- 1990 : Poker d'amour à Las Vegas Lucky chances (TV) : Flash
- 1990 : A Quiet Little Neighborhood, a Perfect Little Murder (TV) : figurant
- 1990 : Dans la chaleur de la nuit (TV) : Troy Caldwell
- 1990 : L'Équipée du Poney Express (The Young Riders) (TV) : Jake Colter
- 1991 : Shoot First: A Cop's Vengeance (TV) : le flic vigilant
- 1991 : Dans la peau d'une blonde (Switch) : invité de la fête
- 1991 : Good and Evil (TV) : Sonny
- 1992 : Business Woman (TV) : Axel Porter
- 1993 : Une épouse trop parfaite : Buddy
- 1993 : Docteur Quinn, femme médecin (série télévisée) : Hank Lawson
- 1995 : Girl in Cadillac : Lamar
- 1995 : Showgirls : Andrew Carver
- 1997 : California (TV) : Hank Lawson
- 1997 : Stolen Women, Captured Hearts (TV) : Général Custer
- 1999 : Suckers : Everett
- 1999 : Le Caméléon (TV) : Luther Ecksley
- 1999 : Joyriders : le camioneur
- 2000 : Nash Bridges (série télévisée) : Rooster
- 2001 : Madison : Rick Winston
- 2006 : Dernier Recours (série télévisée) : Mickey Young
- 2007 : Treasure Raiders : l'appiculteur
- 2007 : Numb3rs (série télévisée) : Vincent Kagan
- 2007 : Welcome to Paradise : Kent Dylan
- 2008 : Le Prix de la trahison (Cat City) (TV) : Jack Sweet
- 2011 : The Gundown : Travis McCain
- 2013 : Mission Père Noël (A Country Christmas) de Dustin Rikert : Joe Logan
- 2014 : NCIS: Los Angeles : Rand Palmer

### Scénariste
- 2007 : Welcome to Paradise
- 2008 : Le Prix de la trahison (Cat City)
- 2011 : The Gundown : Travis McCain